# Monte Negrino
Il monte Negrino è un alpeggio posto nelle Prealpi Bergamasche, nel comune di Azzone, composto da tre baite principali ristrutturate.
Storicamente fu conteso tra la comunità di valle di Scalve ed quella di Borno, in Val Camonica.